# Assedio di Taganrog
L'assedio di Taganrog fu il nome dato da alcuni storici anglo-francesi alle operazioni navali che si svolsero nel Mar d'Azov tra il giugno ed il novembre del 1855 nell'ambito della guerra di Crimea. Forze inglesi e francesi stavano portando avanti una strategia di distruzione delle principali linee di rifornimento dell'esercito russo attraverso il mar d'Azov. Taganrog era uno dei principali centro logistici dell'esercito russo e venne attaccato e distrutto nel suo deposito principale il 3 giugno 1855 con una serie di attacchi, ad eccezione dell'avamposto di Rostov sul Don che non poté essere raggiunto dalle navi alleate per la presenza di grandi banchi rocciosi che impedivano l'avvicinamento via mare.

## Preludio
Nella primavera del 1855, al terzo anno della guerra di Crimea, inglesi e francesi iniziarono una serie di operazioni nel mar d'Azov che, pensavano, avrebbero consentito loro di privare la Russia di ulteriori rifornimenti via mare, in particolare quelli provenienti dalla penisola di Taman. Questa strategia richiedeva ovviamente l'occupazione dello stretto di Kerč'.
Taganrog, all'estremità orientale del mar d'Azov, era un obbiettivo importante nella campagna. La città era collocata su una striscia di terra presso il mare ed era un luogo ideale per minacciare le forze russe con il dispiego delle forze alleate.
I piani d'attacco vennero organizzati e inglesi e francesi predisposero 16 000 fanti e circa quaranta piccole navi da guerra per la campagna militare. Nel frattempo, il governatore generale di Taganrog, Nikolaj Adlerberg, venne rimpiazzato da Egor Petrovič Tolstoj, generale più anziano ma di maggiore esperienza che aveva già combattuto per l'esercito russo contro i turchi. Nell'aprile del 1854, Tolstoj aveva assunto il comando di Taganrog con Ivan Krasnov (comandante dei Cosacchi del Don nella regione) ed aveva iniziato a preparare le proprie forze avendo una guarnigione locale di 630 soldati al suo comando. La guardia locale disponeva inoltre di 250 miliziani reclutati tra la popolazione. Tagonrog mancava di moderne fortificazioni e Tolstoj non disponeva di pezzi d'artiglieria.

## Operazioni militari

### Distruzione del deposito militare
A partire dal 24 maggio 1855 inglesi e francesi iniziarono le operazioni nel mar d'Azov.  Le loro truppe sbarcarono presso lo stretto di Kerč', catturando velocemente le città di Kerč' e Enikale. Poi le forze navali distrussero la batteria costiera russa posta nella baia di Kamishevaya ed entrarono nel mar d'Azov.
La sera del 1º giugno 1855 uno squadrone anglo-francese, composto da 5 vaporiere e 16 lance armate (derivate dal grosso della flotta posta a Sebastopoli) al comando del capitano Edmund Lyons (figlio del contrammiraglio Edmund Lyons) e del capitano Béral de Sedaiges, ancorò a 8.5 miglia da Taganrog, in acque di 5 metri circa di profondità. La HMS 2^ Recruit fu la prima a giungere alla città di Taganrog mentre la HMS 3^ Recruit chiese la resa del deposito militare dei russi per evitarne la distruzione, il ritiro delle forze militari a cinque miglia di distanza dalla città e l'evacuazione dei civili residenti. La vaporiera inglese HMS Danube, la francese Mouette e diverse lance minori si spinsero ad operare altrove. Tra queste vi erano 12 lance armate inglesi (ciascuna con a bordo un cannone da 24 libbre) e 4 lance francesi armate alla medesima maniera, oltre alla zattera Lady Nancy. Quest'ultima rivestì un certo interesse nella storia dell'architettura navale dal momento che il comandante della flottiglia Cowper Phipps Coles, a bordo della HMS Stromboli,  fece erigere una cupola sulla zattera e vi piazzò all'interno un cannone da 32 libbre.
La risposta all'ultimatum venne fornita dall'ufficiale aiutante di Tolstoj, il barone Yevgeny Pfeilizer-Frank (nipote dell'ex governatore Otto Pfeilizer-Frank) e dal poeta Nikolay Sherbina, che descrisse poi l'evento nella sua composizione Moskovskiye Vedomosti il 21 giugno 1855. Gli alleati chiesero la resa di tutti gli edifici governativi, il ritiro delle truppe e l'evacuazione dei civili. Dopo un'ora di considerazioni il barone Pfeilizer-Frank tornò con gli inviati a portare la replica del generale Tolstoj, con un netto rifiuto. La HMS Recruit fu la prima ad abbassare la bandiera bianca ed aprire il fuoco sulla città. La Danube e la Mouette, oltre alla Lady Nancy si mossero insieme per unirsi al bombardamento. Il tenente Cecil Buckley ed il nostromo Henry Cooper, diedero fuoco al deposito militare.
La zattera Lady Nancy ed alcune lance diedero supporto agli attaccanti. Entrambi i comandanti si guadagnarono la Victoria Cross. Tutti i magazzini di grano, legname e catrame, oltre a tutte le navi nel porto e altre in costruzione, assieme ai principali edifici governativi, vennero dati alle fiamme.
Tolstoj nel suo rapporto ufficiale disse che le forze nemiche erano sbarcate in forze presso i "vecchi scalini" (Kаменная лестница) e la scuola greca, nella parte bassa della città, e poi avevano bombardato, ma che vennero respinti dai cosacchi e dalla milizia locale.
Gli alleati subirono diverse perdite ed in particolare morì nell'attacco il cannoniere C. Evans, inglese, che venne colpito in pieno volto da un colpo di moschetto. Anche le perdite dei russi furono significative, inclusa la cannoniera Akkerman distrutta nel porto e riserve per quattro mesi per l'esercito russo a Sebastopoli.
Lo squadrone alleato, raggiunto l'obbiettivo, si spostò ed attaccò Mariupol' il 5 giugno e Gheisk il 6 dello stesso mese con simili effetti distruttivi. Dalla metà di giugno ogni singola città costiera sul mar d'Azov era stata attaccata ed i suoi rifornimenti distrutti.

### Il prosieguo delle operazioni

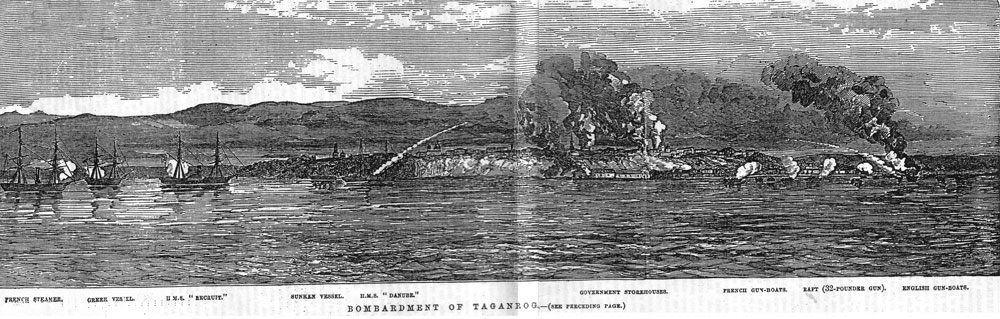
Il bombardamento di Taganrog del 3 giugno 1855

Dopo la distruzione delle principali basi di rifornimento presso il mar d'Azov, i russi impiegarono i cosacchi del Don presenti nella regione per proteggere alcune altre città costiere. Tentarono di fortificare Taganrog e altri punti, in particolare si occuparono di predisporre dei terrapieni per l'artiglieria a Taganrog. Il 19 luglio il comandante Sherard Osborn condusse un'operazione di ricognizione presso la città di Taganrog a bordo della HMS Jasper per osservare le batterie costruite, proseguendo quindi oltre.
Lo scrittore Bryan Perret riporta che la nave fosse stata distrutta dalle fortificazioni russe e che i cannoni a bordo dell'imbarcazione fossero stati catturati dai russi, ma secondo altre fonti la nave affondò invece a circa 15 miglia nautiche dalla città a causa dei fondali troppo bassi. I cosacchi assaltarono la nave e vi catturarono due cannoni da 24 libbre e 60 cartucce oltre a diversi trofei di guerra, come ad esempio la bandiera della nave. Gli uomini che erano a bordo riuscirono a salvarsi quasi interamente. I cannoni recuperati vennero inviati alla cattedrale di Taganrog (utilizzata come base militare dall'esercito russo) e poi inviati a Cherkassk dove vennero riutilizzati nelle locali basi costiere.
Il 5 agosto 1855 Osborn giunse al largo di Taganrog intenzionato a distruggerne la nuova batteria eretta con le sue navi HMS Vesuvius, HMS Grinder e HMS Wrangler. Un gruppo di uomini al suo comando riuscì a sbarcare e a prendere il controllo della batteria locale, a catturare quanto più possibile e a gettare il resto in mare, per poi dare alle fiamme ciò che rimaneva dalle postazioni. Alcuni giorni dopo la guarnigione di Taganrog venne rinforzata dalla brigata di riserva della 15ª divisione di fanteria con 4 000 fanti al comando del maggiore generale Leyna (Лейна), oltre a diversi cosacchi. All'inizio di settembre, il gruppo del tenente Day a bordo delle navi HMS Recruit, HMS Curlew e HMS Fancy si preparava a colpire nuovamente le forze russe a Taganrog presso la foce del fiume Don, ma quando si avvicinarono si accorsero che le navi nemiche erano state colpite da una tempesta. Secondo un rapporto datato 20 novembre, nel porto locale non era rimasta alcuna imbarcazione russa. Il 24 novembre Osborn prese le navi che gli restavano e si spostò verso climi più miti.

## Conclusione
Le forze russe a Taganrog vennero completamente ripristinate il 21 giugno 1856, e la vita in città si normalizzò. La guerra di Crimea costò alla città di Taganrog danni per più di un milione di rubli nella distruzione completa di una ventina di ville e danni ingenti a 74 strutture. 199 altre strutture, in gran parte granai e negozi, vennero distrutti ed altri 44 vennero solo danneggiati. Lo zar Alessandro II di Russia esentò i cittadini di Taganrog dal pagamento delle tasse per l'anno 1857. 163 dei soldati difensori di Taganrog ottennero dei riconoscimenti militari per il valore dimostrato nel corso dell'assedio.

## Galleria d'immagini

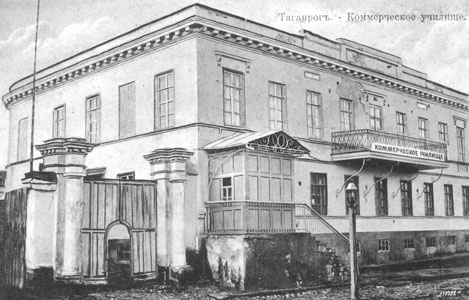
La casa di Ioannis Varvakis nota anche come la casa coi proiettili che venne pesantemente danneggiata nel corso dell'assedio del 1855
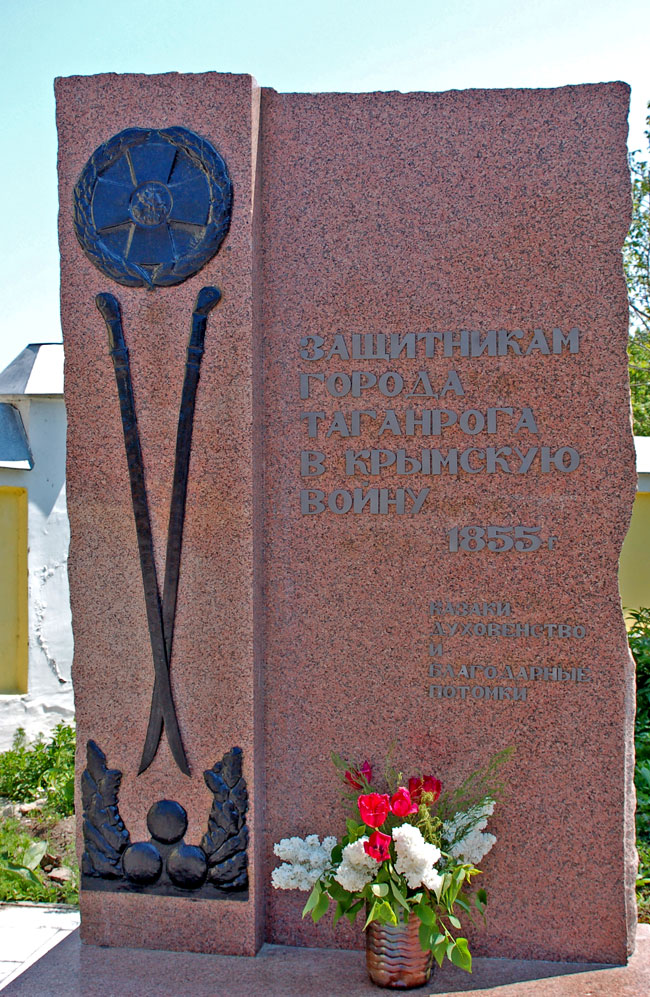
Monumento ai difensori di Taganrog nel 1855.
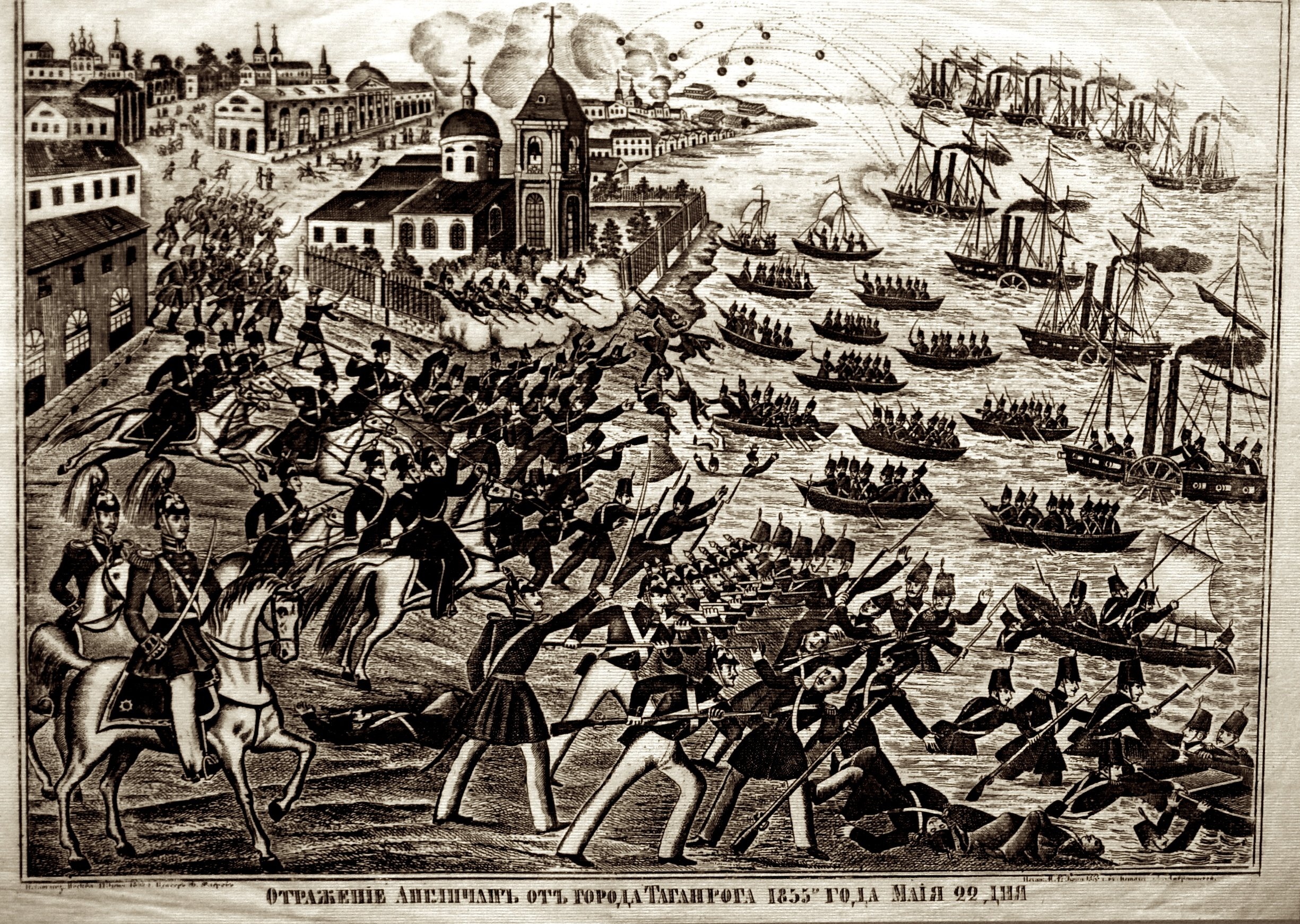
Incisione russa del bombardamento del 3 giugno
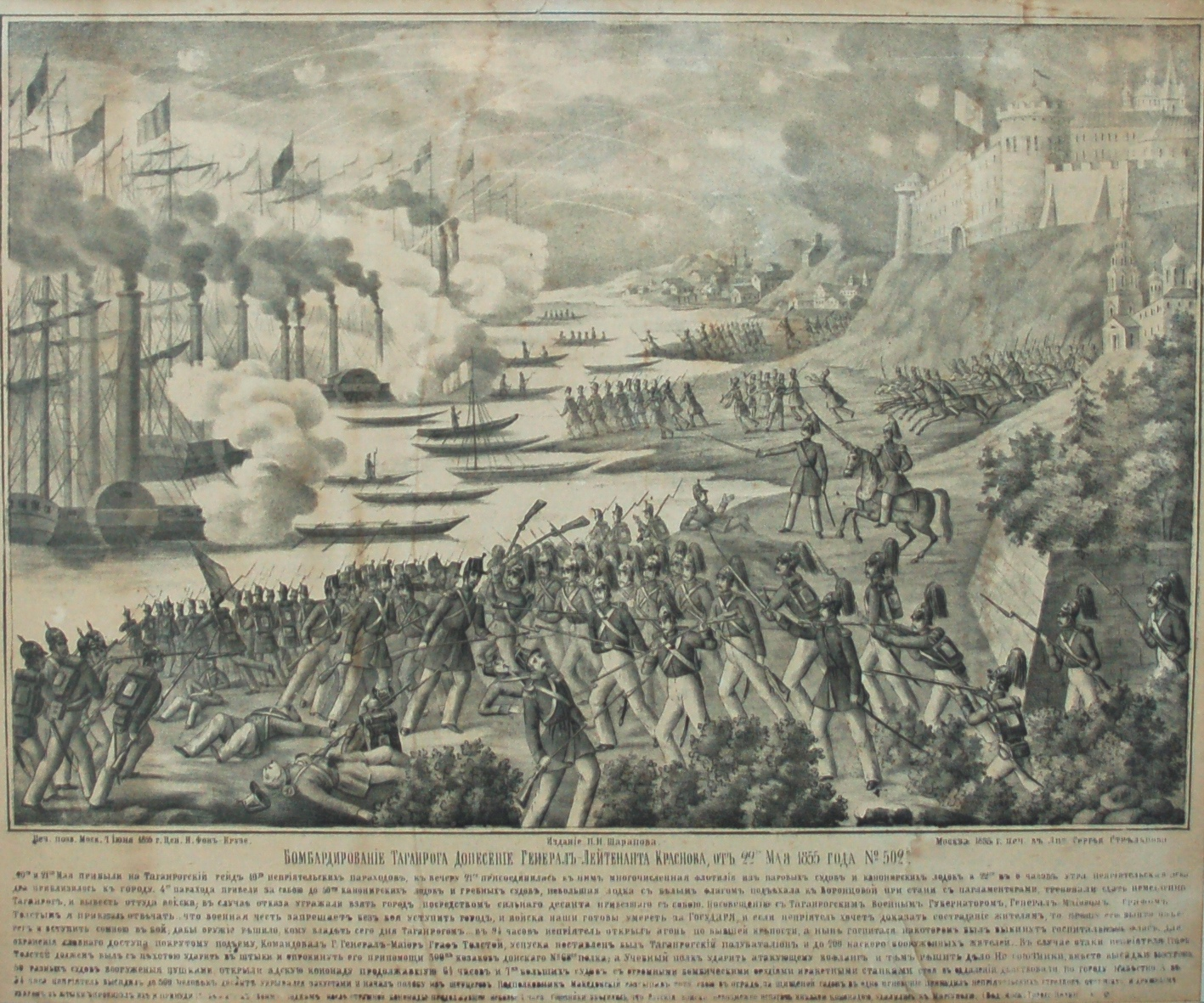
Altra incisione russa del medesimo momento
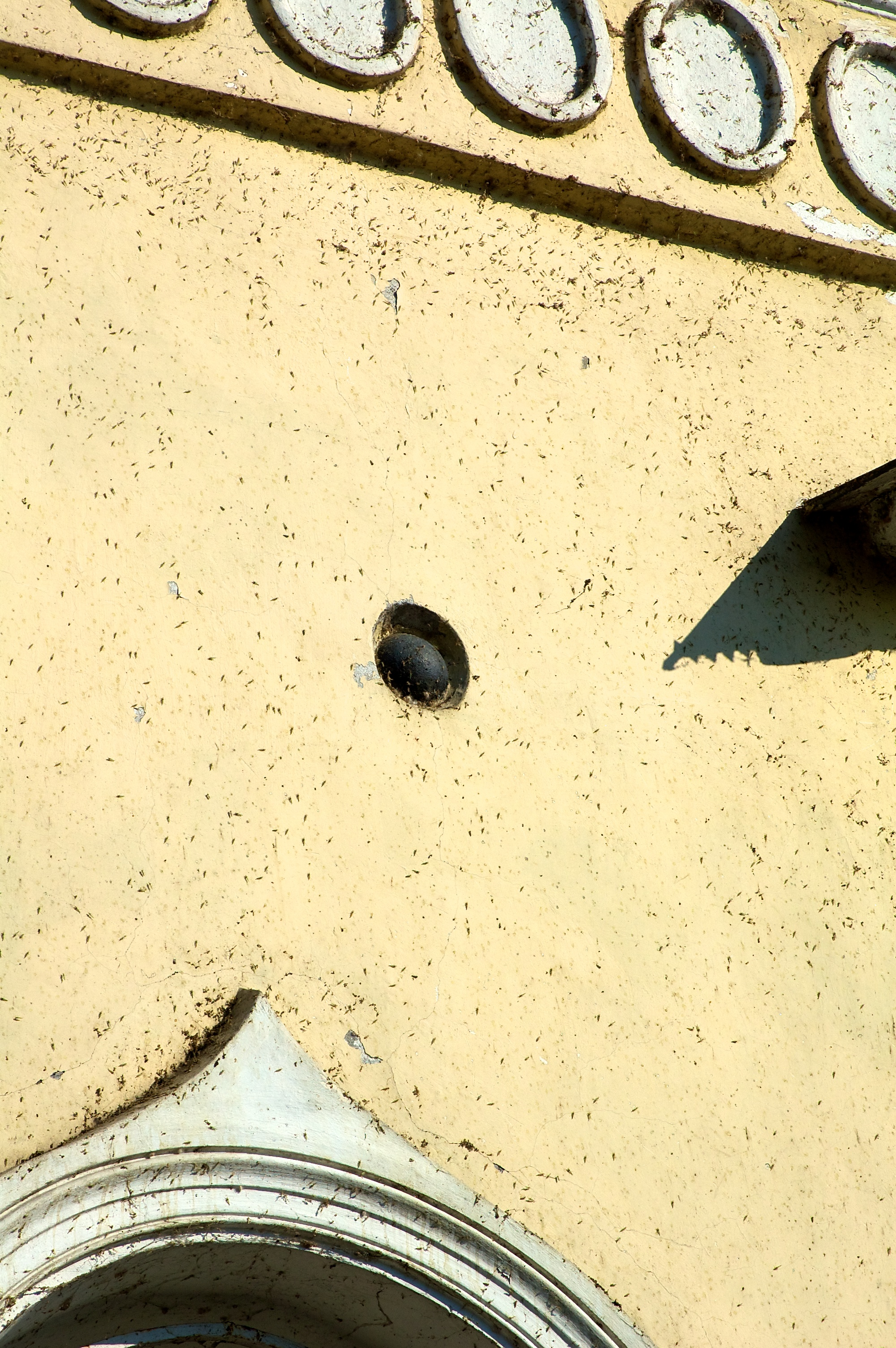
Palla di cannone nel muro della chiesa di San Nicola, sparata con tutta probabilità il 5 agosto 1855 durante la distruzione di una delle batterie presso la chiesa.